# Camponotus guppyi
Camponotus guppyi är en myrart som beskrevs av Mann 1920. Camponotus guppyi ingår i släktet hästmyror, och familjen myror. Inga underarter finns listade.